# Karpova
Karpova – wieś na Łotwie, w krainie Łatgalia, w novadsie Balvi. Według danych na rok 2007, w miejscowości mieszkało 10 osób.